# نشان صلیب ویتیس
نشان صلیب ویتیس (به لیتوانیایی: Vyčio Kryžiaus ordinas) یک جایزه ریاست جمهوری لیتوانی است که برای دفاع قهرمانانه از آزادی و استقلال لیتوانی اعطا می‌شود. ۲۳ نوامبر یک تعطیلات به افتخار صلیب ویتیس است.

## تاریخچه

### دوره بین جنگ

#### طرح اولیه رد شد
این نظم برای نخستین بار در ۳۰ ژوئیه ۱۹۱۹ به عنوان صلیب برای میهن (Kryžius "Už Tėvynę") زمانی که ارتش تازه تأسیس لیتوانی درگیر جنگ لیتوانی-شوروی بود، تأسیس شد. طرح اولیه بر اساس ویرتوتی میلیتاری لهستانی با اضافه شدن شمشیرهای ضربدری بود، اما چنین صلیب‌هایی در واقع تولید نشد. در زمان جنگ لهستان و لیتوانی، این طرح به دلیل پیروی از سنت‌های لهستانی مورد انتقاد قرار گرفت.

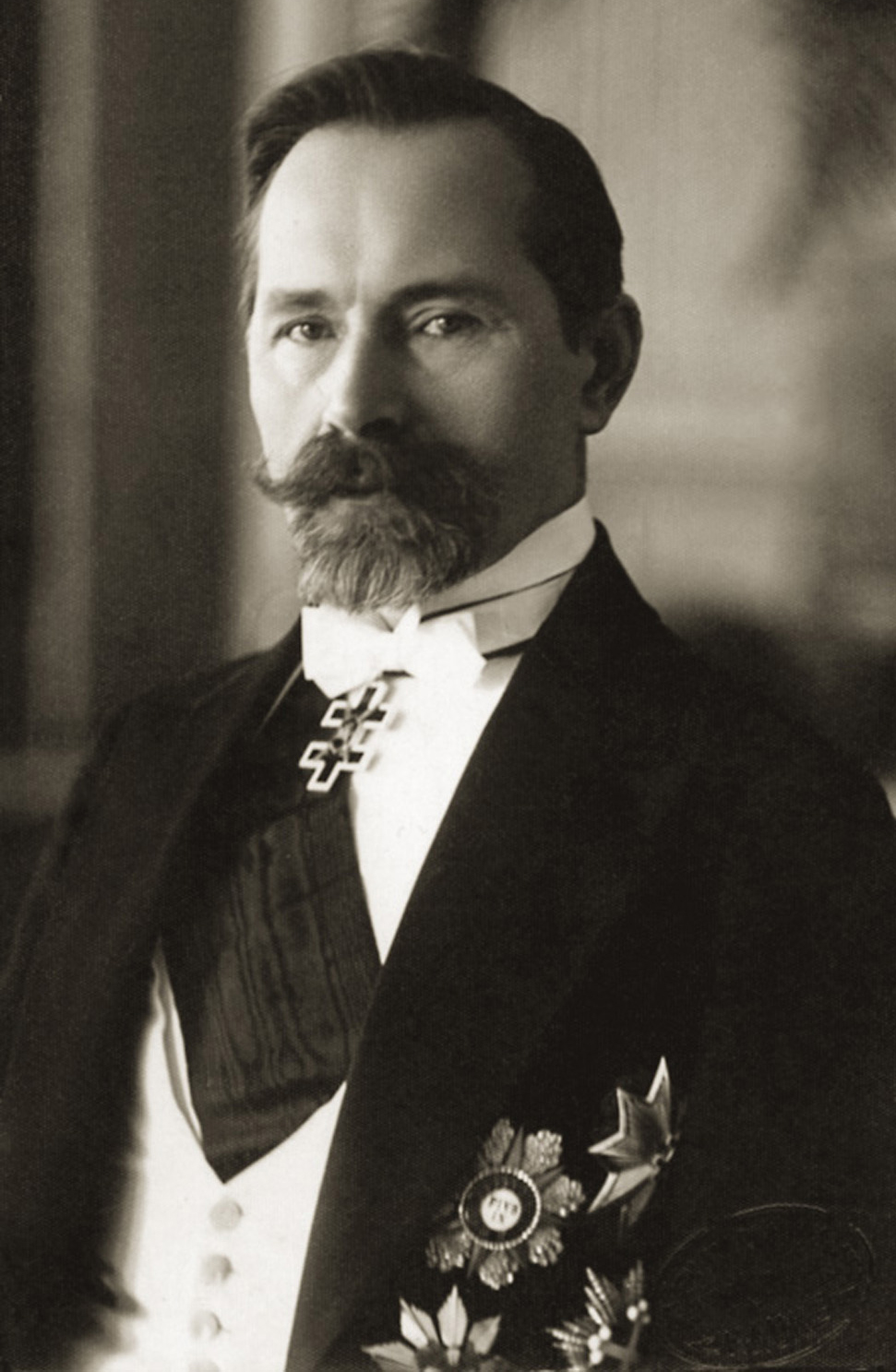
آنتاناس اسمتونا با پوشیدن صلیب بین جنگ‌های ویتیس، در کنار جوایز دیگر

#### نسخه جدید
در ۲۶ نوامبر ۱۹۱۹، طرح به صلیب یاگیلون‌ها، یکی از انواع صلیب لورن که بر روی نشان ملی لیتوانی یافت می‌شود، تغییر یافت. در ۳ فوریه ۱۹۲۰، نام به صلیب ویتیس تغییر یافت. این دستور دو نوع داشت: نوع نخست شمشیرهای ضربدری بود و نوع دوم بدون شمشیر. هر نوع دارای سه طبقه بود (کلاس ۱ پایین‌ترین، طبقه ۳ بالاترین بود).

### پس از سال ۱۹۹۱
نشان صلیب ویتیس نخستین تزیین دولتی لیتوانی پیش از جنگ بود که پس از احیای استقلال مجدداً احیا شد. این جایزه در ۱۵ ژانویه ۱۹۹۱ تأسیس شد. نخستین کسانی که این دستور را دریافت کردند قربانیان حمله شوروی به برج تلویزیونی ویلنیوس و پست مرزی در مدینینکای بودند. سایر دریافت کنندگان شامل رهبران کمیته عالی برای آزادی لیتوانی، نمایندگان جامعه جهانی لیتوانی، افسران نیروهای مسلح لیتوانی برای کمک به خروج ارتش سرخ از لیتوانی، و پلیس و دادستان لیتوانی به دلیل تمایز در مبارزه با جرایم سازمان یافته بودند. . طبق قانون جوایز دولتی، که در سال ۲۰۰۲ به تصویب رسید، نشان صلیب ویتیس برای دفاع قهرمانانه از آزادی و استقلال لیتوانی، از جمله مقاومت مسلحانه و غیرمسلحانه در برابر اشغال‌های ۱۹۴۰–۱۹۹۰ و خدمت در جریان نهضت استقلال در سال‌های ۱۹۸۸–۱۹۹۰ و دیگر اقدامات دلاورانه.

## کلاس‌ها
نشان صلیب ویتیس در پنج کلاس اعطا می‌شود:
| ۱. صلیب بزرگ         |
| ۲. صلیب بزرگ فرمانده |
| ۳. صلیب فرمانده      |
| ۴. صلیب افسری        |
| ۵. صلیب شوالیه       |